# Grands officiers du royaume de Belgique
Le titre de grand officier est décerné en Belgique dans différents ordres :
- l'ordre de Léopold
- l'ordre de la Couronne
- l'ordre de Léopold II

Les récipiendaires portent comme décoration une étoile sur la poitrine gauche.